# Opioidbedingte Verstopfung
Opioidbedingte Verstopfung, Opioid-induzierte Obstipation (englisch opioid-induced constipation, OIC) oder Opioid-induzierte Darmfunktionsstörung (englisch opioid-induced bowel dysfunction, OIBD) ist eine Funktionsstörung des Gastrointestinaltraktes (Magen-Darm-Traktes), die durch die Einnahme von Opioiden oder Opiaten der WHO Stufe II/III entsteht, wie z. B. Morphin, Oxycodon oder Tapentadol. Werden Opioide regelmäßig eingenommen, kann sich eine Toleranz gegenüber den unerwünschten Wirkungen des Opioids entwickeln, so dass einige Symptome – wie z. B. Benommenheit, Übelkeit und Erbrechen – nachlassen. Die Verstopfung bleibt dagegen in der Regel über den gesamten Zeitraum der Opioideinnahme bestehen, ebenso wie die für Opioide typische Miosis.

## Definition OIC
Unter einer Opioid-induzierten Obstipation (OIC) oder Opioid-induzierten Darmfunktionsstörung (OIBD) versteht man das Symptom einer Verstopfung, welches durch die Einnahme von Opioiden verursacht wird. Für die Entstehung einer OIC/OIBD kommen sowohl Opioide der WHO Stufe II, wie z. B. Tramadol, als auch Opioide der Stufe III, wie z. B. Morphin, Oxycodon, Hydromorphon, Tapentadol, Polamidon, in Betracht. Die Darreichungsform der Opioide ist unerheblich. Auch unter der transdermalen Gabe von Opioiden, wie z. B. mit Fentanyl oder Buprenorphin, kann eine OIC/OIPBD entstehen.
Die OIC umfasst einen weitreichenden Symptomkomplex, da durch die Verstopfung weitere Komplikationen auftreten können. Dazu gehören z. B. Schmerzen, Blähungen, Appetitlosigkeit, Gewichtsverlust, paradoxe Diarrhoe (Durchfall), Verstärkung von Hämorrhoidenbeschwerden und weitere unangenehme Effekte, wie Völlegefühl, Übelkeit und Refluxbeschwerden. Im Gegensatz zu den meisten anderen Nebenwirkungen der Opioide kommt es nicht zu einer Gewöhnung mit Verminderung der jeweiligen Nebenwirkung, sondern die Verstopfung bleibt kontinuierlich bestehen. Die OIC führt zu einer Einschränkung der Lebensqualität, Einschränkung der Arbeitsfähigkeit und einer vermehrten Inanspruchnahme des Gesundheitswesens.

## Hintergrund
Über 20 Millionen Menschen in Deutschland leiden unter chronischen Schmerzen. Etwa 6 Millionen sind dadurch in ihrer Alltagsbewältigung stark beeinträchtigt.
Nur etwa ein Drittel der Patienten mit starker Beeinträchtigung durch chronische Schmerzen nimmt eine professionelle Schmerztherapie in Anspruch.
In der medikamentösen Schmerztherapie unterscheidet man Nicht-Opioid-Medikamente von Opioiden. Im WHO-Stufenschema werden die Nicht-Opioide vom Typ der Nichtsteroidalen Antiphlogistika, Coxibe, Metamizol und Paracetamol in der Stufe 1 eingeteilt, während Opioide in der Stufe 2 und 3 aufgeführt werden. Risiken der WHO-1-Schmerzmittel vom Typ der Nichtsteroidalen Antiphlogistika und Coxibe liegen in Nebenwirkungen bzw. Schädigung in Bezug auf das Herz-Kreislaufsystem oder die Nierenfunktion. Bei Paracetamol kann es zu einer Schädigung der Leberfunktion kommen. Bei Opioiden sieht man nach heutigem Kenntnisstand diese Schädigungsmöglichkeiten nicht, Opioide führen zu verschiedenen Nebenwirkungen, wie u. a. Übelkeit, Erbrechen, Verstopfung, Müdigkeit, Wesensveränderungen. Weitere Nachteile sind der mögliche Missbrauch und die Toleranzentwicklung.

## Wie kommt es zu einer OIC?
Opioidrezeptoren befinden sich in fast allen Geweben des Körpers, nicht nur im Gehirn und Rückenmark, sondern auch im Magen-Darm-Bereich. Opioide hemmen die Beweglichkeit im Magen-Darm-Bereich. Dieser Effekt wird bei der symptomatischen Behandlung von Durchfall genutzt, heutzutage vor allem mit dem nicht ZNS-gängigen Opioid Loperamid.
Im Magen wird die Förderbewegung des Mageninhaltes vermindert und die Magenentleerung verzögert. Im Dünndarm wird ebenso die Beweglichkeit eingeschränkt, was zu Schmerzen führen kann. Im Dickdarm kommt es durch die verminderte Darmbeweglichkeit zu einer verlängerten Passagezeit und zu erhöhter Flüssigkeitsresorption aus dem Darm. Außerdem wird die Produktion von Sekreten vermindert, was zu einem trockenen und harten Stuhl führt. Im Darmausgangsbereich kann es zu einer erschwerten Stuhlentleerung kommen.
Eine OIC kann man definieren als Veränderung der Stuhlgewohnheiten und der Stuhlentleerung nach Beginn einer Opioid-Therapie.
Es kommt zu
- einer verringerten Frequenz spontaner Stuhlgänge,
- neu aufgetretenem oder verstärktem Pressen, um den Stuhl zu entleeren,
- dem Gefühl der inkompletten Stuhlentleerung und
- härterer Stuhlbeschaffenheit.

## Auftrittshäufigkeit der OIC
In Metaanalysen von Therapiestudien betrug die Häufigkeit der OIC bis zu 41 %, in einzelnen Beobachtungsstudien bei Patienten mit einem erhöhten Risiko für das Auftreten einer Verstopfung sogar bis zu 81 %. Die OIC kommt bei allen Darreichungsformen der Opioide vor. Da sich im Laufe der Therapie keine Toleranz entwickelt, ist die OIC oft das am meisten belastende Symptom für die Patienten.
Für die Schmerztherapie ist von großer Bedeutung, dass die OIC bei einem Teil der Patienten dazu führt, ihre Opioid-Schmerztherapie einzuschränken oder vollständig abzubrechen. In einer Online-Umfrage gab mehr als die Hälfte der Patienten mit chronischen Schmerzen, Opioid-Therapie und OIC an, dass die OIC ihre Schmerztherapie beeinflusst.

## Diagnose
Grundsätzlich ist die Diagnose einer OIC einfach: Eine neu aufgetretene Obstipation unter Opioid-Therapie mit einem oder mehreren Kriterien erlaubt diese Diagnose. Der Beitrag der Komorbidität, der Komedikation und des Patientenverhaltens zur Obstipation muss individuell geprüft werden. Die Vielzahl der begleitenden Symptome erschwert die Diagnose der OIC. Ein extremes Beispiel ist in dieser Hinsicht die sogenannte paradoxe Diarrhoe. Hier kann es oberhalb eines Stuhlverhalts zu einer Verflüssigung des Stuhles durch bakterielle Zersetzung mit im weiteren Verlauf auftretender explosionsartigen Entleerung kommen.
Schwierig wird die Diagnose auch dadurch, dass die Verstopfung für viele Patienten ein „peinliches“ Thema ist, was nicht offen angesprochen wird. Dadurch nimmt der behandelnde Arzt eine OIC oft gar nicht erst wahr, so dass eine Behandlung nicht begonnen wird. Daher ist es wichtig, dass die Patienten bei der Opioid-Verordnung über das mögliche Auftreten einer OIC aufgeklärt und im Behandlungsverlauf regelmäßig darauf angesprochen werden.
Eine internationale Online-Befragung von Robert Epstein gab Hinweise darauf, wie sich Patienten eine relevante Besserung ihrer OIC vorstellen. Jeweils 80 % der 513 Patienten mit chronischen Schmerzen, Opioid-Therapie und OIC gaben die folgenden Therapieziele an: regelmäßiger Stuhlgang, Stuhlgang ohne rektale Schmerzen, weicher Stuhl, geringeres Pressen, kein Blähungsgefühl, weniger Sorge um die Einhaltung der Opioid-Therapie, weniger Sorge um den Stuhlgang und weniger Schmerzen im Oberbauch. Für 90 % der Patienten war bereits ein zusätzlicher wöchentlicher Stuhlgang wichtig, für 70 % sogar sehr wichtig. Das Therapieziel, ihre geringe Stuhlfrequenz mit weniger als drei wöchentlichen Stuhlgängen zu erhöhen, war für die Patienten ähnlich wichtig wie die Schmerzlinderung.

## Vorbeugung und Behandlung (Prophylaxe und Therapie) der OIC
Mit Beginn einer Opioidtherapie sollten vorbeugende Maßnahmen erfolgen, mit dem Ziel eine OIC zu verhindern. Das standardmäßige Vorgehen gegen die OIC bewirkt eine Verbesserung der Effektivität und Sicherheit der Behandlung mit Opioiden. Diese sollten schematisch nach einem festen Stufenplan durchgeführt werden: die Prophylaxe und Therapie einer OIC wurden in einem Stufenschema zusammengefasst.

### Allgemeinmaßnahmen
Zunächst werden Allgemeinmaßnahmen, wie eine ausreichende Mobilisierung, Flüssigkeitszufuhr, und Umstellung der Ernährungsgewohnheiten zu Gunsten einer vermehrten Zufuhr von Ballaststoffen vorgeschlagen. Andererseits sollten Ballaststoffe bei der OIC/OIPBD mit Vorsicht eingesetzt werden, da die Vermehrung des Stuhlvolumens durch Ballaststoffe die Beschwerden verstärken kann. Da die Allgemeinmaßnahmen z. B. bei bettlägerigen Patienten oder Patienten mit Schluckstörungen nicht immer ausreichend durchführbar sind, ist die frühzeitige Prophylaxe mit Abführmitteln (Laxantien) zu empfehlen.

### Stufe I
In Stufe I wird ein einziges Abführmittel (Laxans) oder die Darmbeweglichkeit antreibendes Mittel (Prokinetikum) eingesetzt. Es gibt Laxantien mit unterschiedlichen Wirkungsmechanismen. Eine Gruppe der sogenannten osmotisch wirksamen Laxantien steigert den Wassergehalt im Darm, so dass der Stuhl voluminöser wird und dadurch die Darminnenwand verstärkt anregt, sich zu bewegen. Überdies wird der Stuhl dadurch weniger hart und kann besser transportiert werden. Die Gruppe der sogenannten propulsiv wirksamen Laxantien bewirkt eine durch die Anregung der Darminnenwand eine verstärkte Darmbewegung.
Auch der Einsatz von prokinetischen Substanzen, die die Darmbeweglichkeit fördern, wie z. B. Metoclopramid, ist möglich. Mögliche Einschränkungen der Anwendbarkeit, wie z. B. bei der Parkinson-Krankheit, sollten beachtet werden. Eine andere Ergänzung könnte das Prucaloprid sein, das aber nur zur symptomatischen Behandlung chronischer Verstopfung bei Erwachsenen, also nicht spezifisch der OIC, zugelassen ist, wenn Laxantien keine ausreichende Wirkung erzielen. Zu den Laxantien und Prokinetika gibt es viele Studien zur Anwendung bei der Verstopfung im allgemeinen Sinne, aber nur wenige OIC. Allerdings besteht eine große Erfahrung in der praktischen Anwendung und diese ist allgemein üblich und in den Leitlinien beschrieben.
Naloxon in Fix-Kombination mit Oxycodon. Die Anwendung von Naloxon in Kombination mit dem Opioid Oxycodon in einem festgelegten Dosisverhältnis von 1:2 zeigt geringere Obstipationsbeschwerden als mit Oxycodon ohne Naloxonzusatz. Naloxon ist ein sogenannter Opioidantagonist, der die Wirkung von Opioiden am Opioidrezeptor blockiert. Diese Blockade kann in zentralen Strukturen, wie dem Gehirn oder Rückenmark, erfolgen oder auch im Magen-Darm-Bereich. Das Mischungsverhältnis von 1:2 ist spezifisch für das Opioid Oxycodon und ist so gewählt, dass Naloxon weitestgehend im Magen-Darm-Bereich seine blockierende Wirkung entfaltet, ohne bereits zu einer allgemeinen Aufhebung der schmerzstillenden Wirkung des Oxycodons zu führen. Dieses Mischungsverhältnis unterscheidet sich wahrscheinlich spezifisch für alle Opioide.
Der Naloxonzusatz beim Opioid Tilidin wurde bisher hinsichtlich seiner Wirkung bei OIC nicht untersucht.

### Stufe II
Falls Stufe I unzureichend ist und die Laxantienbehandlung nicht anschlägt – kann ein peripher wirksamer Opioid-Rezeptor-Antagonist (z. B. Naloxegol, Naldemedin, Methylnaltrexon) verwendet werden. Hierbei besteht gemäß der Zulassung eine entsprechende Indikation bei mangelnder Wirksamkeit eines Laxantien-Einsatzes. Durch die nicht resorbierbaren peripheren µ-Opioid-Rezeptorantagonisten (PAMORA) lässt sich die opioidbedingte Obstipation (OIC) ursächlich behandeln, da sie die Wirkung der Opioide am Darm aufheben. Hierbei ist ein spezifisches Dosis-Mischungsverhältnis zum schmerzstillenden Opioid nicht zu beachten, da die Aufnahme in die zentralen Strukturen (Gehirn bzw. Rückenmark) zu vernachlässigen ist. Somit besteht eine überwiegend selektive Blockade der Opioidwirkung an den Opioidrezeptoren des Magen-Darm-Bereiches, so dass PAMORA grundsätzlich bei allen Opioiden eingesetzt werden können. Eine Kombination von PAMORA und Mischpräparaten (Opioiden mit Naloxon) ist bisher nicht untersucht und sollte nicht erfolgen.
In Stufe II kann eine Kombination der Laxanzien mit unterschiedlichem Wirkmechanismus eingesetzt werden.

### Stufe III
In Stufe III werden weitere Maßnahmen empfohlen, wie z. B. ein lokaler Einsatz von Zäpfchen (Suppositorien) im Enddarm oder Einläufe in Form von Klistieren. Weitere Behandlungsmöglichkeiten umfassen bestimmte Medikamente, die nach ärztlicher Abwägung außerhalb des ursprünglich bestimmungsmäßigen Gebrauchs verwendet werden können und auch ohne entsprechende Zulassung gegen eine Verstopfung wirksam sein können (off-label).

## Beispiele
- Laxantien: osmotisch wirkendes (z. B. Macrogol), stimulierendes Laxans (z. B. Natriumpicosulfat oder Bisacodyl)
- Prokinetika: Prucaloprid, Metoclopramid
- Opioid-Rezeptor-Antagonisten:
  - PAMORA oral: Naloxegol, Naldemedine (in Deutschland nicht verfügbar) in beliebiger Opioid-Kombination
  - PAMORA subkutan: Methylnaltrexon
- Naloxon in Fix-Kombination mit Oxycodon (Mischverhältnis 2:1)
- Ergänzende Maßnahmen: Abführzäpfchen (z. B. CO2-Bildner oder Glycerin), Klistiere, weitere off-label Maßnahmen